# 卡弗斯 (北卡羅萊納州)
卡弗斯（英語：Carvers）是位於美國北卡羅萊納州布拉登縣的非建制地區。

## 地理
卡弗斯所處的海拔為高於海平面21米（即69英呎），而該地所採用的時區為UTC-5，即北美东部时区（EST）。同時該地設有夏令時間，為UTC-5調快一小時，即UTC-4（EDT）。